# Tivela foresti
Tivela foresti је врста морских шкољки из рода Tivela, породице Veneridae, тзв, Венерине шкољке. Таксон се сматра не прихваћеним. Прихваћен је као врста 
 (Bory de Saint-Vincent, 1827)..